# Canthidermis maculata
Canthidermis maculata és un peix teleosti de la família dels balístids i de l'ordre dels tetraodontiformes.

## Morfologia
Pot arribar als 50 cm de llargària total.

## Distribució geogràfica
Es troba a les costes del Pacífic Occidental (des de Hokkaido fins a la Polinèsia Francesa), del Pacífic Oriental (des de Mèxic fins al Perú, incloent-hi les Illes Galápagos), d'Atlàntic Occidental (des de Carolina del Nord i Bermuda fins a Sud-amèrica), de l'Atlàntic Oriental (Cap Verd i la costa occidental africana) i a les costes occidentals de l'oceà Índic (Sud-àfrica i Reunió).